# جربة عقادة (السدة)

تعديل مصدري - تعديل

جربة عقادة محلة تابعة لقرية نملة، التابعة لعزلة وادي الحبالي بمديرية السدة إحدى مديريات محافظة إب في الجمهورية اليمنية.، بلغ تعداد سكانها 124 حسب تعداد اليمن لعام 2004.